# Rondå
Rondå (franska rondeau, av rond, 'rund') är ett inom den äldre franska poesin använt lyriskt versmått. 
Rondån består av 12–14, i tre strofer av olika längd fördelade versrader med endast två slutrim och begynnelseorden upprepade som omkväde inuti samt i slutet. I 1400-talets rondåer upprepas den första eller de två första raderna i slutet av andra och tredje strofen. På 1500- och 1600-talen hade rondån en bestämd längd av 13 versrader samt därjämte den första radens begynnelseord inskjutna efter den åttonde och den trettonde. Rondån är av liten betydelse för poesi som inte är skriven på franska.